# Кодаки
Кодаки́ — село у Васильківській міській громаді Обухівського району Київській області.Знаходиться за 45 км від обл. центру та за 45 км від райцентру. Пл. 6,7 км2. Населення переважно українці. Поблизу Кодак проходить автострада Київ–Одеса.
Колишня назва — Кайдак (Кунаки).

## Географія
Село розташоване між Митницею та Ксаверівкою, трохи в стороні від поштового шляху.У селі бере початок струмок Бурчак. Лежить воно серед степу, у глибокій долині, яка з усіх боків зрошується джерелами, які беруть тут початок, а потім впадають до річки Стугна.

## Назва
Раніше вживалася назва Кайдаки, що на думку дослідника В. М. Стецюка пов'язано з давніми булгарами й інтерпретується перекладом з чуваської мови булгарської групи, — кай «рости, розвиватися», тăкă «багатий, заможний».

## Легенда про заснування Кодаків
Через князівські міжусобиці розбігався трудовий люд. І ось князь Ізяслав вирішив переселити частину племен чорних клобуків під Київ. Першим посів на землях поблизу Василькова торк Журбан. Мав степовик чудового скакуна, якого величав кунаком, тобто другом. Поселення Журбана місцеві жителі прозвали Кунаками. З часом Кунаки стали чималою дерев'яною фортецею, однією з численних оборонних споруд навколо Києва. Чорні клобуки прийняли мову русичів, їх звичаї та релігію і стали відданими вояками київських князів. А коли настав час виступати проти Батия, вони теж не покинули поля битви.

Церква Св. Покрови

Погруддя Ольги Диптан

Після взяття Києва війська темника Уруза рушили на Юр'їв, щоб підкорити південні руські землі. Жителі навколишніх міст і сіл тікали в ліси, щоб перечекати навалу. Наприклад, у Кунаках лишилися лише воїни. На Васильків чорними хмарами посунули Урузові тисячі. Сотня, яка рухалася першою, напала на Кунаки. Але оборона поселення виявилась надто міцною для ворога, і майже всю сотню було знищено. Тоді Уруз послав тисяцького Бирюя з його тисячею. Через деякий час Бирюй доповів Урузу, що Кунаки взято і вщент спалено, а всіх захисників порубано. Уруз запитав про втрати. Той помовчав, а потім сказав, що загинуло 300 воїнів. "Це ж не Кунаки! Це — «Койдаки» (Köy dayı (тюрк) хоробре село) вигукнув Уруз.
Відтоді з легкої руки загарбників це місто отримало назву Кодаки, яка дійшла і до наших днів.

## Історія

### АНТИЧНІСТЬ
На території села Кодаки виявлено поселення черняхівської культури
Черняхі́вська культу́ра, у найпізніших публікаціях — культура Черняхів-Синтана-де-Муреш — археологічна культура, яка існувала в 100–500 роках нашої ери. Поширена на території лісостепової України між Сіверським Донцем на сході та Дністром, Прутом і вздовж Бугу на заході, а також на південному сході Польщі, у Чехії, Словаччині, Угорщині, Румунії, Болгарії. Деякі історики (зокрема, Пауль Райнеке) пов'язують її із державою готів (Оюм). Окремі археологи співвідносять її з племенами готів, описаних істориком Йорданом, сучасні антропологи зауважують ідентичність з полянами.

### Історія заснування поселення
За твердженням низки дослідників, засновано ще у давньоруські часи в ХII столітті, коли великокнязівська влада для укріплення піа вденних окраїн Київської держави переселила сюди чорних клобуків.
Див також. Легенда про заснування Кодаків

#### Літопис руський. Роки 1152 — 1158.
«У РІК 6660 [1152]. Ізяслав Мстиславич, зібравшись із Давидовичем Ізяславом і Святославом Всеволодовичем і при цьому порадившись, розвели Городок Юріїв * і спалили його, навіть і божницю святого Михайла; верх був зрублений з дерева, і це згоріло.
Поселення/фортецю «Кунаки», якщо взяти за основу «ЛІТОПИС РУСЬКИЙ. Роки 1152 — 1158.» можливо було засновано в 1152 році, і засновником поселення Кунаки був Ізясла́в II Мстисла́вич внук Володимира Мономаха, бо за його наказом у 1152 році частину чорних клобуків переселили на землі де зараз розташоване село.

### Новий час
Кодацька Рада або Рада на Кодачку
Жителі Кодаків брали участь у Визвизвольній війні під проводом Богдана Хмельницького. У липні 1660 тут відбулася генеральна рада рада Війська Запорозького, на якій, окрім козацької старшини та гетьмана Юрія Хмельницького, був присутній і відповідаьний за майбутьній похід на Польщу російський боярин В. Шереметьєв.
Козацька рада мала важливе історичне значення, оскільки передувала підписанню Ю. Хмельницьким з польським королівським урядом 17(27) жовтня 1660 Слободищевського (або Чуднівського трактату).
Слободищенський трактат скасовував невигідні для України, продиктовані Москвою Переяславські статті 1659, розривав союз із московським царем і відновлював державний зв'язок України з Річчю Посполитою. Хоч український уряд наполягав на повному відновленні Гадяцького договору 1658, польська сторона, репрезентована гетьманом Станіславом Потоцьким і Ю. Любомирським, не погодилася на реституцію* Великого князівства Руського, залишаючи в силі інші пункти Гадяцького договору.
17 липня на Раді Війська Запорозького біля с. Кодаки Шерємєтьєв прилюдно виявив свою дикість. Дивлячись на образ Христа, він суворо «попередив його»: «Нє буду тєбя за Боґа-Спасітєля імєть, єслі ти каралєвства ляшков і караля в рукі мнє нє атдаш, штоби я іх вєлікаму царю нашему пєрєдал». Є думка що ця рада більш відноситься  до тогочасного міста Васильків.
Запорожці були вражені. Впевнений у перемозі, Василь Шеремєтьєв не бажав ділитися славою з молодим Гетьманом, тож і погодився на його пропозицію вирушити в похід окремо. Українські ж полки, полковники яких мали промосковські настрої, Хмельницький спровадив до московського воєводи.
"Звичайно ж! Це Алєксєй Романов «тішайший» міг бути володарем у 16 років, а Юрій Хмельницький, що в 18 років вже мав за плечима Києво-Могилянську академію, блискучих радників з Іваном Богуном на чолі й досвід боротьби за владу, внаслідок якої став Гетьманом 1659 р., не міг бути володарем. Отака «московська логіка»! — із роботи Сергія Коваленко «Літопис Руїни. 1660 рік.»
Лист Юрія Хмельницького до царя Московії.
«По милостивому вашій величності указу, чинили раду під Васильковом на Кодачку 7 дня липня з боярином і воєводою, помістником Білоозерським з Васильом Борисовичем Шереметом о цілостності України.»
Літопис Самійла Величка:
«Хмельниченко прибув під Київ ще в липні, коли в місті Василькові над рікою Кодачкою відбулася генеральна рада Шереметьєва й козацької старшини. За розробленим планом Хмельниченко мав іти окремим маршем до Слободищ.»
Літопис Самовидця:
«Того ж літа рада на Кодачку была у петровицю, на которой раді гетман Хмелничченко зо всею старшиною и боярин Василій Борисович Шеремет был. И на оной раді поставили ити з войском под Лвов, а з Шереметом старшим Цюцюрі, полковникові переясловскому, и полку 4 Киевскому и Прилуцкому, а Хмелничченко гетман зо всіми полками особно ити міет, що и учинили: боярин Шеремет  на Котелню пойшол шляхом, а Хмелницкій гетман Гончариским 6. Где войска коронніе з ордами гетмана Хмелницкого оступили, и там маючи потребу, не дали ся скупити з Шереметом , и мусіли згоду приняти з войском коронним и королеві присягнули з войском своїм, а тая згода стала под Слободищами.»
Літопис гадяцького полковника Григорія Грабянки:

#### РОЗПОВІДЬ ПРО ПОХІД У ПОЛЬЩУ ШЕРЕМЕТЬЄВА ТА ЮРІЯ ХМЕЛЬНИЦЬКОГО ТА ПРО ТЕ, ЯК ПІД ЧУДНОВИМ ПЕРШОГО ВЗЯЛИ У ТАТАРСЬКУ НЕВОЛЮ.
«Потім Юрко, син Хмельницького, зібрав у Кодачку раду, на котрій був присутній також і боярин Василь Васильович Шереметьєв. На раді вирішили, що боярин і наказний гетьман Цюцюра підуть на Польщу через Котельно, а Юрій Хмельницький з обома військами йтиме своєю дорогою, трактом Гончарихи, і зійдуться під Львовом.»

### Російська імперія
Після 2-го поділу Польщі 1793 Кодаки відійшли до Російської імперії. У 19 – на поч. 20 ст. – село входило  до Васильків  повіту Київської губеренії. На початку  1860-х рр. мешкало 1269 осіб.За адміністративно-територіальним поділом XVIII ст. село Кодаки відносилося до Білоцерківської округі Київського нам., з 1797 р. Васильківського пов. Київської губ.ї

#### Оповіді про населені місцевості Київської губернії 1864 рік
*Лавре́нтій Іва́нович Похиле́вич:  «Кодаки, село лежить між Митницею та Ксаверівкою, трохи осторонь поштової дороги, серед степу, в глибокій долині, зрошуваній струмочками, що тут же починаються і в Стугну поточними. Жителів обох статей 1269 року. Койдак по-татарськи означає ліс. Свято-Покровська дерев'яна церква, побудована на височини 1782 року. Існувала до побудови справжньої, стояла на північному сході від нинішньої в 50 сажнях. Про неї у візиті 1746 року (Білоцерківський Декан) пишеться, як про існуючу давно. Вона була про три куполи, дрань покриті, два невеликі дзвони висіли на стовпах. Священиком при ній був з 1743 Феодор Сулима, про якого в візиті помічено, що він публічно молився за закордонних єпископів, тобто православних; за що, зрозуміло, був підданий стягненню. Кодацька церква за штатами зарахована до 5-го класу; землі має 35 десятин.
Деякі прізвища мешканців с. Кодаки: Андроненко, Баченщук, Бачинський, Білоцерківський, Бойко, Варнянський, Власенко, Волощук, Гірченка, Григоренко, Гріненко, Гурковський, Гуцал, Діптак, Зубенко, Карпенчук, Козлинський, Коречук, Корнієнко, Коцаренко, Кравченка, Кулібабенка, Кураченко, Куриченко, Литвиненко, Мироненко, Миронченко, Мітюк, Міхенчук, Невечора, Паробченко, Парубець, Пасіка, Пасіченко, Педенко, Педченка, Петрушевський, Плагополучний, Прудний, Савуля, Савченко, Савчук, Солом'янець, Стеблеченко, Стеблюк, Степаненко, Сусуленка, Тещенко, Уласенко, Устенко, Чепурденко, Яловченко, Яровий.»

### Новітня історія

#### Українська революція та більшовицька окупація
Під час воєнної агресії проти УНР в 1917–20 рр. влада неодноразово змінювалася. В решті решт більшовики захопили Україну і почали епоху червоного терору.

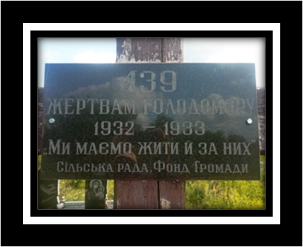
Пам'ятник жертвам голодомору.

Колективізація в селі Кодаки почалася в 1929 році, що призвело до страшних наслідків: боротьби з так званими «куркулями» та голодомором.  Мешканці села Кодаки та Петрівського потерпали від голодомору 1932–33рр., кількість встановлених жертв — 439 осіб. В 1959 за рішенням місцевої влади розібрано дерев'яну Свято-Покровську церкву (18 ст.), з її матеріалів побудовано школу на хуторі Петрівське.

#### Під час Другої світової війни
Від липня 1941 до листопада 1943 –  село знаходилось під німецькою окупацією. На фронтах 2-ї світової війни загинуло 160 жителів села Кодаки. Встановлено пам'ятник загиблим.

#### Післявоєнне життя в СРСР
У 1965 році в Кодаках розпочато будівництво  експериментально — показового села. Будівництво почалося завдяки Óльги Кли́мівни Диптáн.
ВІДРОДЖЕННЯ ХРАМА В КОДАКАХ
На місце де раніше була Свято-Покровська церква, яку зруйнували при СРСР в 1959 році, було збудовано храм Дмитрія Сулунського, в якому пройшло перше богослужіння  8 листопада 2019 року. Поряд, де в старі часи був вигон будується Покровський храм на кошти місцевого мецената, мешканця села Кодаки Заменського Дмитра Дмитровича.

## Населення

### Мова
Розподіл населення за рідною мовою за даними перепису 2001 року:
| Мова       | Кількість | Відсоток |
| ---------- | --------- | -------- |
| українська | 1289      | 98.17%   |
| російська  | 19        | 1.44%    |
| білоруська | 3         | 0.23%    |
| болгарська | 1         | 0.08%    |
| німецька   | 1         | 0.08%    |
| Усього     | 1313      | 100%     |

## Церква
В селі діє громада Свято-Покровської парафії Української Православної Церкви (Православної Церкви України), що належить до Переяславсько-Вишневської єпархії УПЦ (ПЦУ).

## Організації
02.02.2011 Миколою Ревуком зареєстровано Благодійну організацію «Фонд громади села Кодаки», який діяв на території с. Кодаки Васильківського району Київської області та на території Васильківського району Київської області.
Основною метою діяльності об'єднання був: розвиток та реконструкція села Кодаки шляхом здійснення благодійної діяльності. Організація працювала в інтересах розвитку освітньої та навчально-матеріальної бази всіх громадських і соціальних закладів, що знаходились в межах Васильківського району Київської області.

## Відомі люди
- Ольга Диптан (1912—1998) — новатор колгоспного виробництва, ланкова колгоспу ім. Ілліча, двічі Герой Соціалістичної Праці (1954, 1958).
- Володимир Щегольков (1937—2008) — колишній український радянський футболіст, проживав тут та помер.
- Віктор Тимошенко (1969) — український політик та підприємець.